# Église Notre-Dame-d'Espérance de Castres
Pour les articles homonymes, voir Église Notre-Dame-d'Espérance.
L'église Notre-Dame-d'Espérance est un édifice religieux paroissial situé à Castres, dans le Tarn, en région Occitanie (France).

## Historique
Consécutivement à la Seconde Guerre mondiale, la ville de Castres connait une grave crise de logements, qui se conclut par de nombreuses extensions de la commune, et l'apparition de nouveaux quartiers. Le nouveau quartier de Lardaillé-Roulandou, entre autres, dépendait encore de la paroisse de Saint-Jacques-de-Villegoudou, dont la vieille église ne pouvait plus accueillir convenablement autant de paroissiens. Dans un premier temps, et dès 1952, une chapelle provisoire est construite sur les lieux du chantier, et prend déjà le nom de Notre-Dame-d'Espérance. Terminée en décembre 1954, elle est visitée le 30 janvier 1955 par Jean-Joseph Moussaron, archevêque d'Albi.
La construction de l'église Notre-Dame-d'Espérance en elle-même débute le 3 juillet 1960, lorsque la première pierre est posée par Jean-Emmanuel Marquès, archevêque d'Albi. Établie sur les plans de l'architecte Gérard Sacquin, elle est inaugurée le 31 mars 1963, par un nouvel archevêque d'Albi, Claude Dupuy. La paroisse de Notre-Dame-d'Espérance est quant-à-elle instaurée le 3 septembre 1963 par ordonnance archiépiscopale.

## Description
L'église Notre-Dame-d'Espérance est un large édifice de 45 mètres de longueur et de près de 15 mètres de hauteur. Dans l'ensemble très austère, il présente une simple nef et un chevet, mais aussi de nombreuses dépendances organisées dans des ailes auxiliaires, dont une chapelle secondaire dédiée à sainte Foy. Celle-ci a été consacrée le 30 mars 1966, et son nom rappelle l'ancienne église Sainte-Foy de Castres, disparue en 1567. Elle possède un autel et un bénitier en marbre de la Montagne Noire.
L'intérieur de l'église est orné d'un maître-autel en granite du Sidobre, ainsi que d'une Vierge à l'Enfant de style Louis XIII. De plus, elle possède l'Apocalypse de saint Jean à Patmos, une œuvre en 84 panneaux de papier (78 m2) de Gaston-Louis Marchal.